# Darío Franco
Darío Franco (Cruz Alta, 17 de janeiro de 1969) é um treinador de futebol e ex-futebolista profissional argentino, que atuava como defensor, pelo qual fez parte do elenco da Seleção Argentina de Futebol na Copa América de 91 e 93. 

## Títulos
Newell's Old Boys
- Campeonato Argentino – 1987-88, 1990-91

Argentina
- Copa América de 1991 e 1993
- Copa Artemio Franchi: 1993

Zaragoza
- Copa del Rey – 1993-94
- Taça dos Clubes Vencedores de Taças – 1994-95

Morelia
- Campeonato Mexicano – Invierno 2000